# Chris Columbus
Chris Columbus, ameriški režiser, * 10. september 1958, Spangler, Pensilvanija, Združene države Amerike.
Znan je predvsem po filmih Sam doma in Sam doma 2: Izgubljen v New Yorku ter prvih treh filmih iz serije Harry Potter: Harry Potter in kamen modrosti, Harry Potter in dvorana skrivnosti in Harry Potter in jetnik iz Azkabana.